# Калінув (гміна Бендкув)
Калінув (пол. Kalinów) — село в Польщі, у гміні Бендкув Томашовського повіту Лодзинського воєводства.
Населення — 267 осіб (2011).
У 1975-1998 роках село належало до Пйотрковського воєводства.

## Демографія
Демографічна структура станом на 31 березня 2011 року:
|          | Загалом | Допрацездатний вік | Працездатний вік | Постпрацездатний вік |
| -------- | ------- | ------------------ | ---------------- | -------------------- |
| Чоловіки | 130     | 31                 | 84               | 15                   |
| Жінки    | 137     | 29                 | 75               | 33                   |
| Разом    | 267     | 60                 | 159              | 48                   |